# Quái vật không gian: Romulus
Quái vật không gian: Romulus (tiếng Anh: Alien: Romulus) là một bộ phim điện ảnh Anh – Mỹ thuộc thể loại kinh dị – khoa học viễn tưởng – giật gân ra mắt vào năm 2024 do Fede Álvarez làm đạo diễn, viết kịch bản và đồng giám đốc sản xuất. Đây là phần phim độc lập của loạt phim Alien, lấy bởi cảnh giữa các sự kiện của hai bộ phim Alien (1979) và Aliens (1986). Tác phẩm có sự tham gia diễn xuất của các diễn viên gồm Cailee Spaeny, David Jonsson, Archie Renaux, Isabela Merced, Spike Fearn và Aileen Wu. Trong phần này, tác phẩm theo chân một nhóm những người trẻ tuổi do Rain Carradine dẫn đầu đi khai phá không gian, khi đang tìm kiếm ở nơi sâu thẳm nhất của một trạm vũ trụ bỏ hoang thì họ đã phải đối mặt với dạng sự sống đáng sợ nhất trong vũ trụ.
Tại sự kiện CinemaCon vào năm 2019, 20th Century Studios tiết lộ những kế hoạch tham gia sản xuất các phần phim tiếp theo của thương hiệu Alien, bao gồm cả phần phim này. Tháng 3 năm 2022, Fede Álvarez được lựa chọn để trở thành đạo diễn của bộ phim, và sau đó Spaeny được chọn vào vai chính vào cuối năm 2022. Bộ phim được khởi quay từ tháng 3 đến tháng 7 năm 2023.
Quái vật không gian: Romulus có buổi công chiếu lần đầu tại Los Angeles vào ngày 12 tháng 8 năm 2024, sau đó được 20th Century Studios phát hành tại Mỹ và Việt Nam vào ngày 16 tháng 8 cùng năm. Là một thành công lớn về mặt doanh thu khi thu về 350,9 triệu USD từ kinh phí sản xuất 80 triệu USD, tác phẩm nhận về những lời khen ngợi từ giới chuyên môn sau khi ra mắt, và giành được một đề cử giải Oscar cho hiệu ứng hình ảnh xuất sắc nhất.

## Nội dung
Rain Carradine là một cô gái nghèo chuyên thu gom phế liệu từ hầm mỏ đang sống cùng với Andy – một người máy bị lỗi và có cử chỉ tương tự như một con người bị mắc chứng tự kỷ và bị tập đoàn Weyland-Yutani ném ra bãi rác, sau đó cậu được cha của Rain tái lập lại. Từ đó, Rain cũng thường xuyên chăm sóc, lo lắng cho cậu em trai nhân bản này, xem cậu là em út trong nhà. Cả hai đang sống ở trên hành tinh khai khoáng Jackson, nơi đang dần trở nên hoang tàn kể từ khi bị thuộc địa hóa khiến cư dân chết dần chết mòn. 
Để tìm kiếm cơ hội có một cuộc sống mới tốt đẹp hơn, Rain quyết định bắt tay với một nhóm thiếu niên khác lên tàu dò kim loại Corbelan IV để đổ bộ trạm vũ trụ bỏ hoang Romulus và Remus. Trên chuyến tàu ấy, Rain và Andy đồng hành với Tyler Harrison, Kay Harrison, Bjorn và Navarro. Thế nhưng, khi đang tìm kiếm nhiên liệu và vật dụng để chuẩn bị chỗ ở mới tại đây, họ vô tình chạm trán Xenomorph – loài quái vật không gian chuyên ký sinh cơ thể người để tạo bầu. Từ đó, từng thành viên phải tìm cách sống sót trước sự săn lùng của đám quái vật khát máu.
Trải qua nhiều tình huống đối mặt với đám quái vật Xenomorph, cả Rain, Andy và Kay vẫn sống sót kỳ diệu trong khi một số thành viên khác đã bỏ mạng. Lúc Rain và Andy đang chuẩn bị kích hoạt lại tàu dò kim loại để đi đến hành tinh mới Yvaga III, Kay bất ngờ chuyển dạ hạ sinh ra một quái vật Xenomorph hình người khác và con quái vật sau đó giết chết cô rồi làm cho Andy bị thương nặng. Ngay lập tức, Rain đã chống trả rồi đẩy nó ra khỏi tàu khiến nó bị va chạm mạnh với vành đai thiên văn của LV-410 và tan thành tro bụi. Sau khi kích hoạt xong, Rain đưa Andy về lại tàu và hứa với cậu rằng sẽ sửa lại thân thể cho cậu; sau đó Rain ghi trên nhật ký âm thanh rồi cả cô và Andy tiến tới hành tinh Yvaga III với hy vọng họ sẽ an toàn tại nơi kia trên vũ trụ.

## Diễn viên
- Cailee Spaeny trong vai Rain Carradine
- David Jonsson trong vai Andy
- Archie Renaux trong vai Tyler Harrison
- Isabela Merced trong vai Kay Harrison
- Spike Fearn trong vai Bjorn
- Aileen Wu trong vai Navarro

## Sản xuất
Sau thương vụ sáp nhập hãng phim 21st Century Fox vào công ty Walt Disney, vào sự kiện CinemaCon năm 2019, đã có thông tin xác nhận về việc một bộ phim Alien trong tương lai đang được phát triển. Tháng 3 năm 2022, thông tin về việc Fede Álvarez sẽ trở thành biên kịch kiêm đạo diễn của phim sau khi ông trình bày cốt truyện của mình đồng thời chia sẻ rằng nó sẽ "không kết nối" với các phần phim trước đó của loạt phim, và dự án này sẽ được phát hành trên Hulu tại Hoa Kỳ. Tháng 11 cùng năm, Cailee Spaeny bắt đầu tham gia đàm phán để đảm nhận vai chính của bộ phim. Tháng 3 năm 2023, Isabela Merced cũng được tiết lộ rằng cô cũng sẽ tham gia vào một vai diễn chưa được tiết lộ trong phim và nhân vật này sẽ đối đầu với nhân vật của Spaeny. Một tháng sau đó, David Jonsson, Archie Renaux, Spike Fearn và Aileen Wu cũng được xác nhận sẽ tham gia vào dàn diễn viên của phim trong các vai diễn bí mật. Tháng 11 năm 2023, bối cảnh của phim được tiết lộ sẽ diễn ra giữa các sự kiện của hai phần phim Alien (1979) và Aliens (1986) với nhân vật chính là một số thành viên của đội kỹ thuật từ các phần phim sau.
Bộ phim được khởi quay tại Budapest từ ngày 9 tháng 3 đến ngày 3 tháng 7 năm 2023.

## Phát hành
Ban đầu, Quái vật không gian: Romulus được dự kiến sẽ phát hành trên nền tảng Hulu, nhưng sau này bộ phim đã được chuyển sang công chiếu tại các cụm rạp ở Mỹ và Việt Nam vào ngày 16 tháng 8 năm 2024.